# رابرت کاوردیل
رابرت کاوردیل (انگلیسی: Robert Coverdale; ۱۶ ژانویهٔ ۱۸۹۲ – ۷ ژانویهٔ ۱۹۵۹) بازیکن فوتبال بود.
از باشگاه‌هایی که در آن بازی کرده‌است می‌توان به باشگاه فوتبال گریمزبی تاون اشاره کرد.